# Karel Hendrik Bergen
Karel Hendrik Bergen (circa 1858 – 22 september 1905) was een Surinaams onderwijzer, journalist en politicus.
Bergen was hoofdredacteur bij de krant 'De Volksbode' en daarnaast hoofd van een hernhutterschool. Die krant speelde een rol bij een opstand in mei 1891 rond het vertrek van gouverneur De Savornin Lohman (na een hoog opgelopen conflict met procureur-generaal J. Kalff). Bergen werd daarvoor in 1892 vanwege "opruiing van de menigte tot het plegen van weerspannigheid en gewelddadigheden" veroordeeld tot een gevangenisstraf van 3 jaar.
Bij de parlementsverkiezingen van 1902 behaalde hij in de tweede ronde onvoldoende stemmen om verkozen te worden. Bij tussentijdse verkiezingen een jaar later werd hij alsnog verkozen tot Statenlid. Die zetel raakte hij bij de verkiezingen van 1904 kwijt maar na tussentijdse verkiezingen in 1905 keerde hij terug in de Koloniale Staten. Enkele maanden later overleed Bergen op 47-jarige leeftijd.